# 広島県立廿日市高等学校
広島県立廿日市高等学校（ひろしまけんりつはつかいちこうとうがっこう, 英: Hiroshima Prefectural Hatsukaichi High School）は、広島県廿日市市に所在する公立の高等学校。略称は「廿高」（はつこう）。

## 設置学科
- 全日制課程 普通科
- 定時制課程 普通科 (夜間)

## 概要
歴史
1915年（大正4年）に開校した「佐伯郡立工業徒弟学校」を前身とし、2010年（平成22年）に創立95年を迎えた。
校訓
「堅忍不抜・忠実服業」
「豊かな知性の涵養、高い道徳性の確立、逞しい実践力の体得」は教育方針 または校訓 である。
校是
「礼節・勤勉・協同」
校地・周辺
国道2号に面した平地にあり、JR山陽本線や広島電鉄宮島線の駅からも近く、近年広島市内から通学する生徒も増えている。校舎は廿日市市にあるが、グラウンドは川を隔てた広島市佐伯区美の里にあり、野球部、陸上部、サッカー部、ハンドボール部、ソフトボール部が同時に練習できるだけの広さを持っている。グラウンドに設置されていたプールは解体が終了し、跡地にクラブ室が新設された。
教育活動
2000年（平成12年）から広島県教育委員会による「学力向上重点校事業」とそれに引き続く「進学指導重点校事業」、「チャレンジハイスクール支援事業」に継続して指定されている。広島県の学区改変により、通学範囲は全県になったが、国公立大学現役合格者数が五年連続で100名を越え、2009年（平成21年）度大学入試では151名（国公立大学進学希望者の55.7%）となり、旧学区時を大幅に上回る進学実績をあげている。
同窓会
「桜尾同窓会」（さくらお）と称している。

## 沿革
旧・工業学校
- 1913年（大正2年）11月22日 - 文部大臣によって設立が認可される。
- 1915年（大正4年）4月2日 - 廿日市町旗の浦と桜尾に「佐伯郡立工業徒弟学校」が開校。
- 1922年（大正11年）4月1日 - 「広島県佐伯工業学校」と改称。
- 1923年（大正12年）4月1日 - 県立移管により、「広島県立廿日市工業学校」（乙種工業学校）と改称。
- 1925年（大正14年）3月4日 - 甲種実業学校に昇格。
- 1938年（昭和13年）7月25日 - 現在地に校舎を移転。

新制高等学校
- 1948年（昭和23年）
  - 5月3日 - 学制改革（六・三・三制の実施）により新制高等学校として「広島県立廿日市工業高等学校」（修業年限3ヶ年）となる。
  - 7月10日 - 本校に定時制課程を設置。また定時制三水分校・定時制上水内分室を設置。
- 1949年（昭和24年）
  - 4月30日 - 広島県内高等学校再編により「広島県廿日市高等学校」と改称。以下の学科を有する総合制高等学校となる。
    - 通常課程 - 普通科、生活科、工業化学科、建築科、土木科、木材工芸科
    - 定時制課程 - 普通科

  - 5月10日 - 開校式を挙行。
- 1950年（昭和25年）3月25日 - 生活科教室を新築。
- 1951年（昭和26年）3月31日 - 三水分校を廃止。砂谷分校と上水内分校を設置。
- 1952年（昭和27年）4月10日 - 生物教室と図画教室が完成。
- 1953年（昭和28年）
  - 3月31日 - 理科教室と社会科教室が完成。
  - 4月1日 - 土木科と工業化学科を新設（再設置）の広島県広島工業高等学校に移管し、募集を停止。
- 1956年（昭和31年）4月1日 - 上水内分校を廃止し、砂谷分校に統合。
- 1958年（昭和33年）
  - 2月13日 - 体育館兼講堂が完成。
  - 4月1日 - 定時制課程に工業科（建築科）を設置。
- 1959年（昭和34年）3月31日 - 大運動場が完成。
- 1960年（昭和35年）11月5日 - 図書館が完成。
- 1961年（昭和36年）
  - 3月31日 - 鉄筋コンクリート造3階建て校舎が完成。
  - 9月1日 - 広島県全日制普通科学区制が改正され、西部学区に編入される。
- 1962年（昭和37年）3月31日 - 全日制課程・定時制課程ともに工業科を新設の広島県宮島工業高等学校に移管し、募集を停止。
- 1963年（昭和38年）4月1日 - 砂谷分校を定時制課程から全日制課程に切り替える。
- 1964年（昭和39年）
  - 3月31日 - プールが完成。全日制課程工業科を廃止。
  - 7月15日 - プール付属建物が完成。
  - 10月18日 - 創立50周年記念式典を挙行。
- 1965年（昭和40年）3月31日 - 定時制課程工業科を廃止。鉄筋コンクリート造3階建ての普通校舎が完成。
- 1966年（昭和41年）3月31日 - 砂谷分校の定時制課程を廃止。
- 1968年（昭和43年）
  - 3月24日 - 鉄筋コンクリート造3階建ての本館が完成。
  - 3月31日 - 寄宿舎を閉鎖。
  - 10月1日 - 「広島県立廿日市高等学校」（現校名）に改称（県の後に「立」が加えられる）。
- 1972年（昭和47年）3月31日 - 鉄筋コンクリート造3階建ての特別教室と管理棟が完成。
- 1974年（昭和49年）
  - 10月12日 - 体育館が完成。
  - 12月12日 - 廿日市町の寄付により、校舎間を接続する渡り廊下を増設。
- 1975年（昭和50年）
  - 1月20日 - 生徒用部室が完成。
  - 3月31日 - 砂谷分校の家政科を廃止。
- 1976年（昭和51年）3月12日 - 広島県全日制普通科学区の改正により、第2学区に編入され、広島県立五日市高等学校との総合選抜方式を開始。
- 1978年（昭和53年）1月23日 - 同窓会の寄付により、生徒ホールが完成。
- 1980年（昭和55年）
  - 8月19日 - 同窓会の寄付により体育倉庫が完成。
  - 9月4日 - 広島県漕艇協会の寄付により艇庫が完成。（同年11月に増築）
- 1981年（昭和56年）5月6日 - 体育施設開放用クラブハウスが完成。夜間照明（ナイター）装置を新設。
- 1985年（昭和60年）4月1日 - 砂谷分校が広島県立湯来南高等学校として独立。
- 1988年（昭和63年）
  - 8月31日 - 木造校舎が解体される。
  - 10月31日 - 鉄筋コンクリート造3階建ての普通教室・特別教室が完成。排水処理施設を新設。
- 1991年（平成3年）3月30日 - 新クラブハウスが完成。
- 1992年（平成4年）3月24日 - 駐輪場を新設。
- 1995年（平成7年）1月17日 -  鉄筋コンクリート造2階ての実習棟が完成。
- 1998年（平成10年）3月31日 - エレベーターを設置。総合選抜制度の廃止に伴い、単独選抜を開始。
- 2001年（平成13年）3月31日 - 3号棟外部のリフレッシュ工事を完了。
- 2002年（平成14年）4月 - 3号棟内部のリフレッシュ工事が完了。グラウンドを改修。
- 2003年（平成15年）3月10日 - 新講堂が完成。
- 2005年（平成17年）3月31日 - 家政科を廃止。
- 2007年（平成19年）12月13日 - プールを撤去。
- 2008年（平成20年）
  - 3月31日 - 新部室が完成。
  - 12月26日 - 1号棟の耐震改修工事を完了。
- 2009年（平成21年）11月30日 - 3号棟の耐震改修工事を完了。
- 2015年（平成27年）8月28日 - 開校100周年を記念に整備中だったロータリー・多目的ステージ・正門の完成式が行われる[3]
- 2021年（令和３年）12月 - 3号棟東側の外壁改修工事が始まる。
- 2022年（令和４年）11月 - ３号棟東側の外壁改修工事を完了。

## 部活動・同好会
以下の通りである（全日制の場合）。生徒の約80%が参加している。県大会である「広島県高等学校総合体育大会」に出場する生徒数は、毎年県内の高校の中で上位である。
運動部
- 剣道部
- 硬式野球部
- サッカー部
- ソフトボール部
- 卓球部
- テニス部
- 登山部
- ハンドボール部
- バスケットボール部
- バドミントン部
- バレーボール部
- ボート部
- 陸上競技部

文化部
- ダンス部
- 英語研究部
- 演劇部
- 科学部
- 軽音楽部
- 茶華道部
- 書道部
- 吹奏楽部
- 生活部
- 美術部
- 文芸部
- 放送部
- ジャグリング部

## 学校行事
学期は3学期制である。
1学期
- 4月 - 1学期始業式・入学式・対面式・宿泊研修（1学年）・遠足（2・3学年）・課題テスト・離退任式・生徒総会・身体測定・スポーツテスト
- 5月 - PTA総会・クラス懇談会・1学期中間考査・避難訓練
- 6月 - 合唱祭（はつかいち文化ホール）・廿高祭
- 7月 - 1学期期末考査・夏季ルームマッチ・1学期終業式
- 8月 - オープンスクール・広島大学オープンキャンパス（1学年）

2学期
- 8月末 - 2学期始業式・夏課題テスト
- 9月 - 体育祭
- 10月 - 修学旅行（北海道、2学年）・2学期中間考査
- 11月 - 大学ナビゲーションセミナー（1学年）
- 12月 - 2学期期末考査・2学期終業式

3学期
- 1月 - 3学期始業式・冬課題テスト（1・2学年）・学年末考査（3学年）
- 2月 - マラソン大会（宮島、1・2学年）
- 3月 - 卒業式・学年末考査（1・2学年）・春季ルームマッチ（1・2学年）・3学期終業式・卒業生による進路講演会

## 著名な出身者
- 山本浩二 - 元広島東洋カープ選手、元監督、野球解説者、1968年ドラフト1位
- 高元勝彦 - 元中日ドラゴンズ選手、1976年ドラフト5位
- 長光告直 - 元南海ホークス選手
- 諏訪敦彦 - 映画監督
- 政成和慶 - 映画監督
- 川島宏治 - 元中国放送アナウンサー、元RCCフロンティア社長、ちゅピCOMひろしま副社長
- 一柳信行 - 中国放送アナウンサー
- 中丸啓 - 元衆議院議員・日本維新の会・次世代の党所属 定時制課程卒
- 永谷敬三 - 経済学者、ブリティッシュコロンビア大学名誉教授、元流通科学大学学長
- 都志見隆 - 作曲家
- YASS - ロックバンドLORANのヴォーカリスト、音楽プロデューサー
- 和田治雄 - 元FC大阪監督
- 藤原由子 - NHK広島放送局キャスター
- 井村空美 - 女優、ホリプロ所属
- 花岡なつみ - 歌手、オスカープロモーション所属

## 交通アクセス
最寄りの鉄道駅
- JR西日本 山陽本線「廿日市駅」より徒歩12分
- 広島電鉄 宮島線
  - 「山陽女学園前駅」より徒歩8分
  - 「広電廿日市駅」より徒歩12分

最寄りのバス停
- 廿日市さくらバス 佐方ルート「桜尾」バス停より徒歩2分

最寄りの道路
- 国道2号（宮島街道）

## 周辺
- 廿日市市立廿日市中学校
- 山陽女子短期大学・附属幼稚園
- 山陽女学園中等部・高等部
- 西部保健所
- 桜尾郵便局
- 桂公園

・廿日市天満宮